# Josef Leder
Josef Leder, Joseph Leder vagy magyaros névalakban Leder József (1749–1814) cseh területről származó német építőmester, a 18–19. század fordulóján Erdélyben a legtöbbet foglalkoztatott építőmester.

## Pályafutása
Születéséről, iskoláiról nincsenek adatok, mesterségét feltehetőleg szülőföldjén tanulta. Az 1770-es években költözött Szamosújvárra; ezekben az években dolgozott Kolozsváron is, a Bánffy-palota építésénél volt vicepallér. Egy ideig Bonchidán dolgozott, majd Kolozsvárra költözött, ahol 1788-ban szerzett polgárjogot. Hamarosan tekintélyes polgárrá vált, és anyagi helyzete is megerősödött. 1790-ben a város törvénytelen téglaégetéssel vádolta, és verésre ítélte, de Leder panaszt tett a guberniumnál, ahol neki adtak igazat. 1795-ben már háza volt a Fő téren, a Szentegyház utcában és a Belső-Monostor utcában. 1800-ban centumpáternek választották meg. Több ízben folyamodott kedvezményekért a hatóságokhoz (alkalmazottainak felmentése a katonai szolgálat alól, házának adómentessége), és számos perben volt érintett, al- és felperesként egyaránt.  
Gyakori megbízói között voltak az erdélyi arisztokrata családok tagjai, de számos apróbb munkát is végzett a kolozsvári városi tanács vagy városi polgárok megbízásából (hídjavítás, bástyafal bontása, katonai őrhely javítása, várfal javítása, városi épületek meszelése stb.) 

## Családja
Első felesége Weis Mária († 1803), második felesége Beregi Zsuzsanna volt. Antal nevű fia katonai pályára lépett, és századosi rangig jutott. Két lánya Kolozsvár vezető palléraihoz ment feleségül.

## Munkássága
Jelentős helyet foglal el a kolozsvári barokk építészetben és a klasszicizmus felé való átmenetben. Kolozsváron nagy szerepet játszott a késő barokkra jellemző udvari árkádok meghonosításában. 

### Ismert munkái
- Kolozsvár: Farkas utcai Bethlen-ház (1781)
- Kolozsvár: Református kollégium (1781)
- Hadad: Wesselényi-kastély mellékszárnya (1783–1787)
- Kolozsvár: Teleki-ház (1787–1795)
- Kolozsvár: Wesselényi Farkas Szén utcai háza (1787–1800)
- Bonchida: Bánffy kastély átalakítási tervei (1790-es évek)
- Szilágybagos: Református templom (1792, Sommer Jánossal együtt)[3]
- Bethlen: Bethlen-kastély felújítása (1793)
- Nagybánya: Teleki-ház felújítása (1796–1800)
- Kerelőszentpál: új épületek a Teleki család számára (1796–1800)
- Kendilóna: a Teleki család tűzvész által pusztított épületeinek rendbe hozatala (1796–1811)
- Kővárhosszúfalu: Teleki-kastély felújítása és bővítése (1797–1799)
- Kolozsvár: Pataki–Teleki-ház felújítása (1798–1807)
- Kolozsvár: Régi vármegyeháza (1798)
- Kővárhosszúfalu: templomjavítás terve (1799)
- Kolozsvár: Református kollégium (1799–1802)
- Kolozsvár: Református tanári lakások a Farkas utcában (1799–1802)
- Magyarlóna: templomtorony (1799)[4]
- Kolozsvár: Unitárius kollégium (1800–)
- Kolozsvár: Kismester utcai görögkatolikus templom (1800–1803)
- Kolozsvár: Toldy Miklós háza (1801)
- Kolozsvár: Városi katonai őrház (1801)
- Kolozsvár: Alvinczi-ház újjáépítése (1803–1808)
- Kolozsvár: szőkőkút tervezése (1803)
- Kolozsvár: Katonai kórház felújítása (1803)
- Kolozsvár: Fő téri Gyulai-ház felújítása (1805)
- Kolozsvár: Katonakórház (1805–1814)
- Girolt: Wesselényi-udvarház (1806)
- Kolozsvár: Fehér Ló fogadó felújítása és bővítése (1806, 1810–1812)
- Kolozsvár: Unitárius templom javítása (1806)
- Kolozsvár: Monostori úti vámház (1812–1814)

### Képek

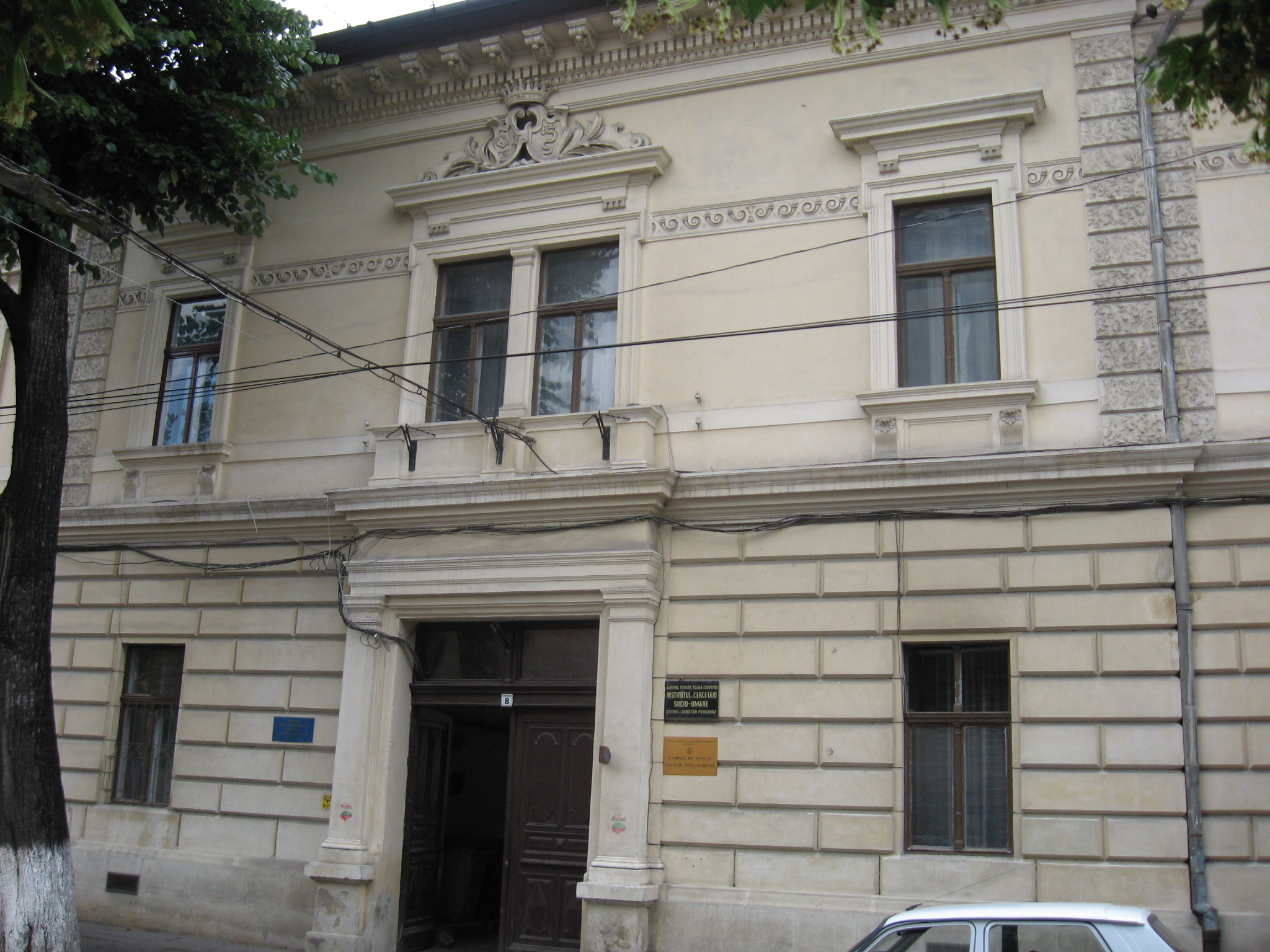
Bethlen-ház, Kolozsvár
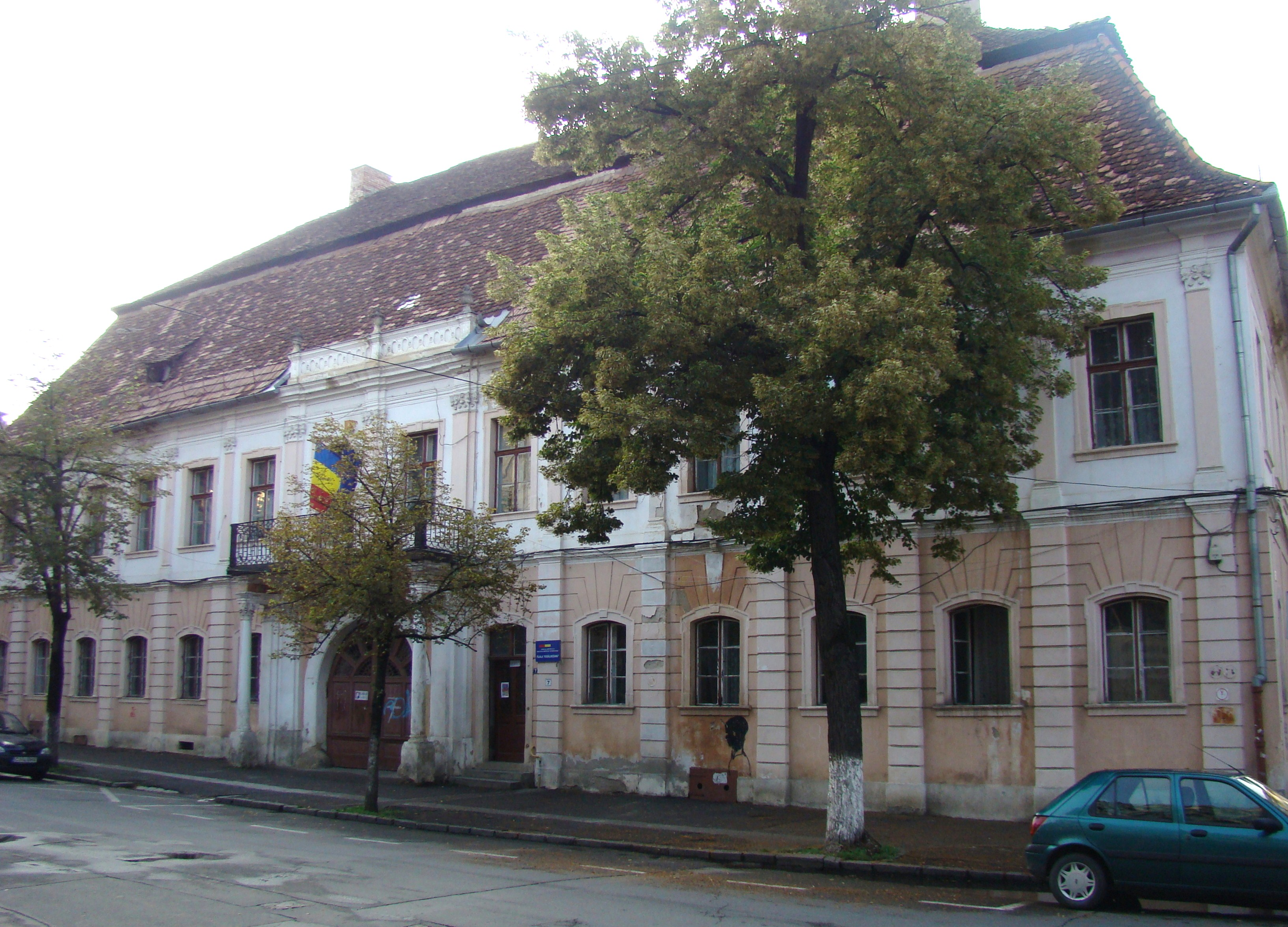
Teleki-ház, Kolozsvár
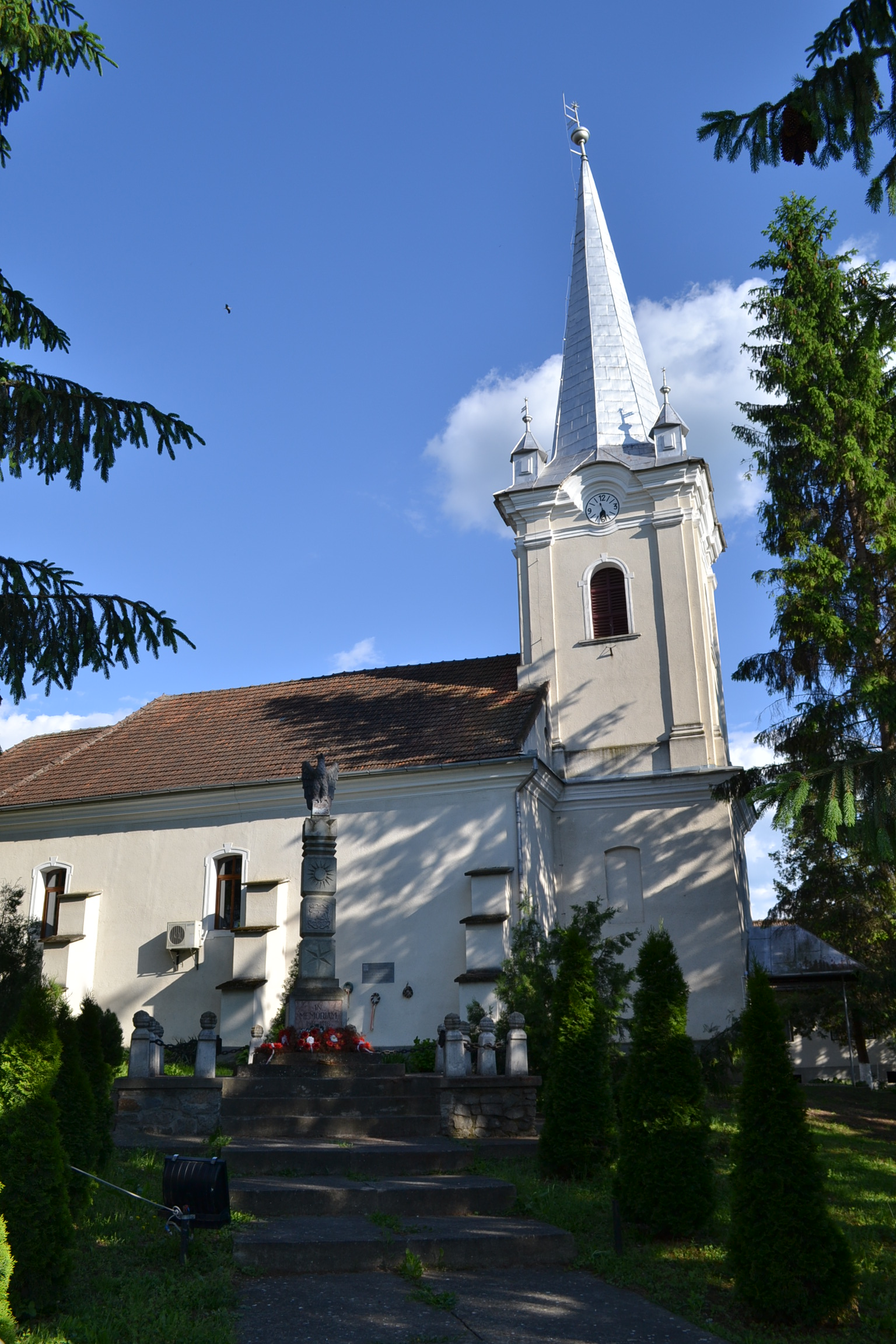
Református templom, Szilágybagos
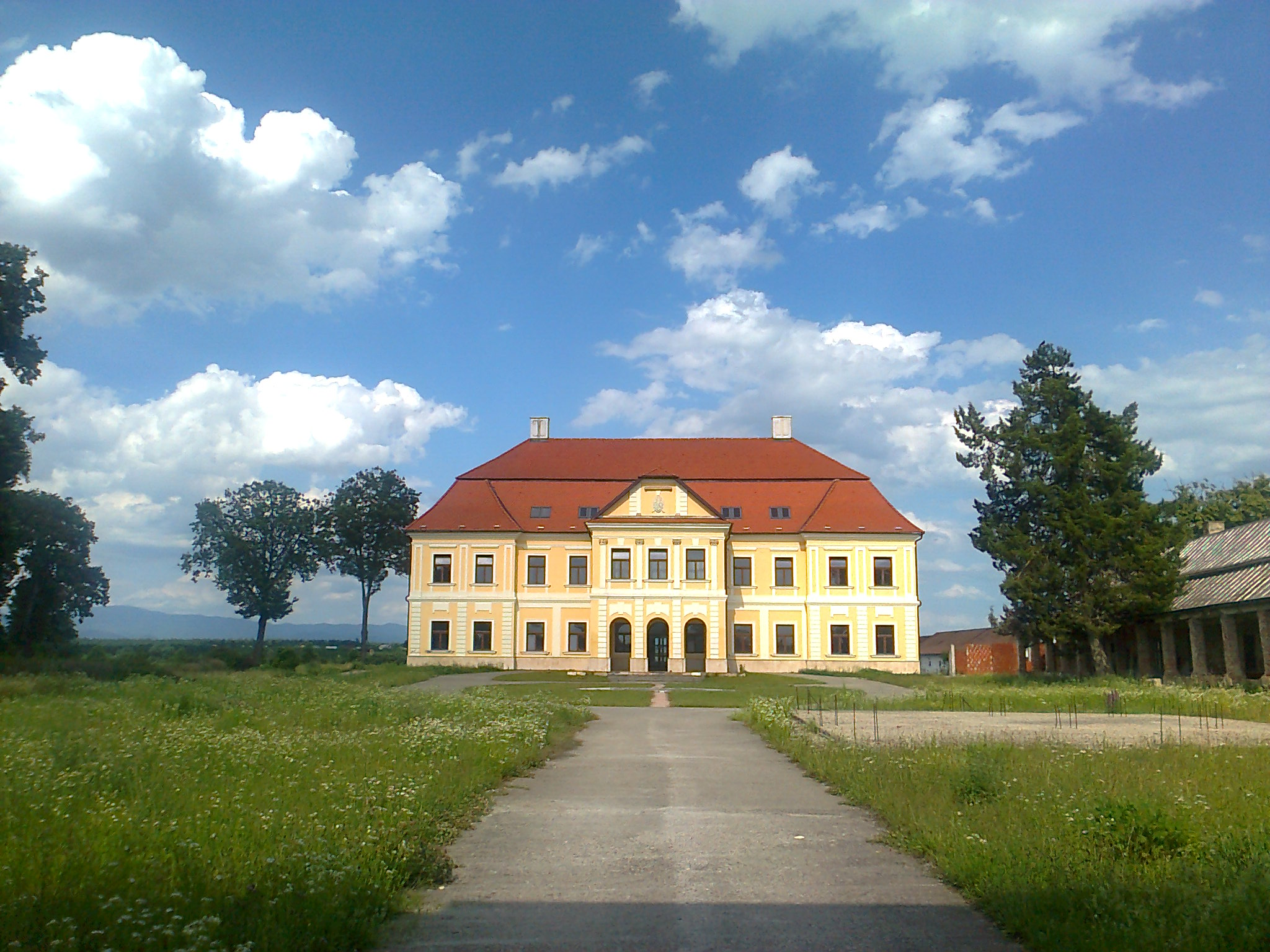
Teleki-kastély, Kővárhosszúfalu
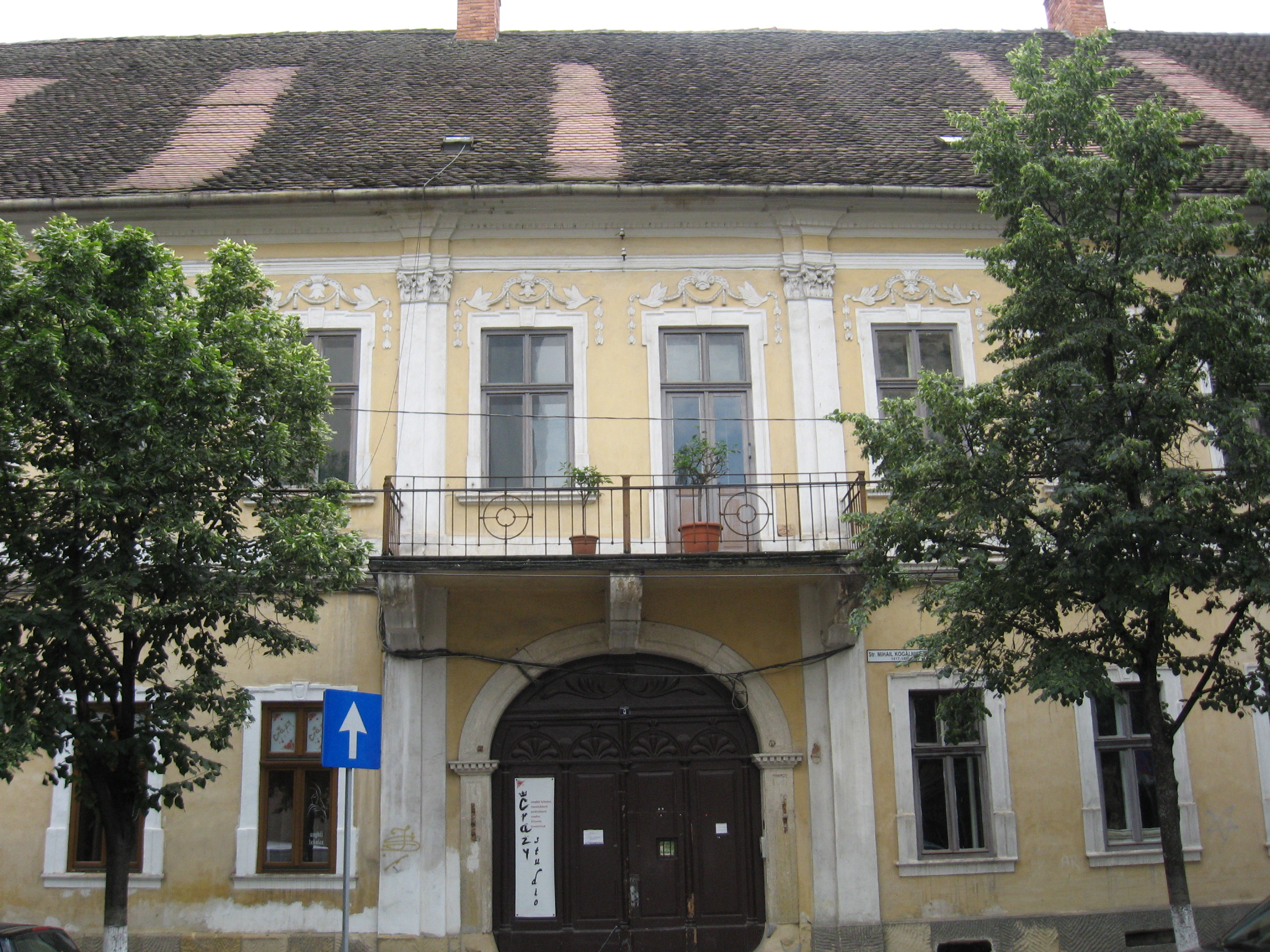
Régi vármegyeháza, Kolozsvár
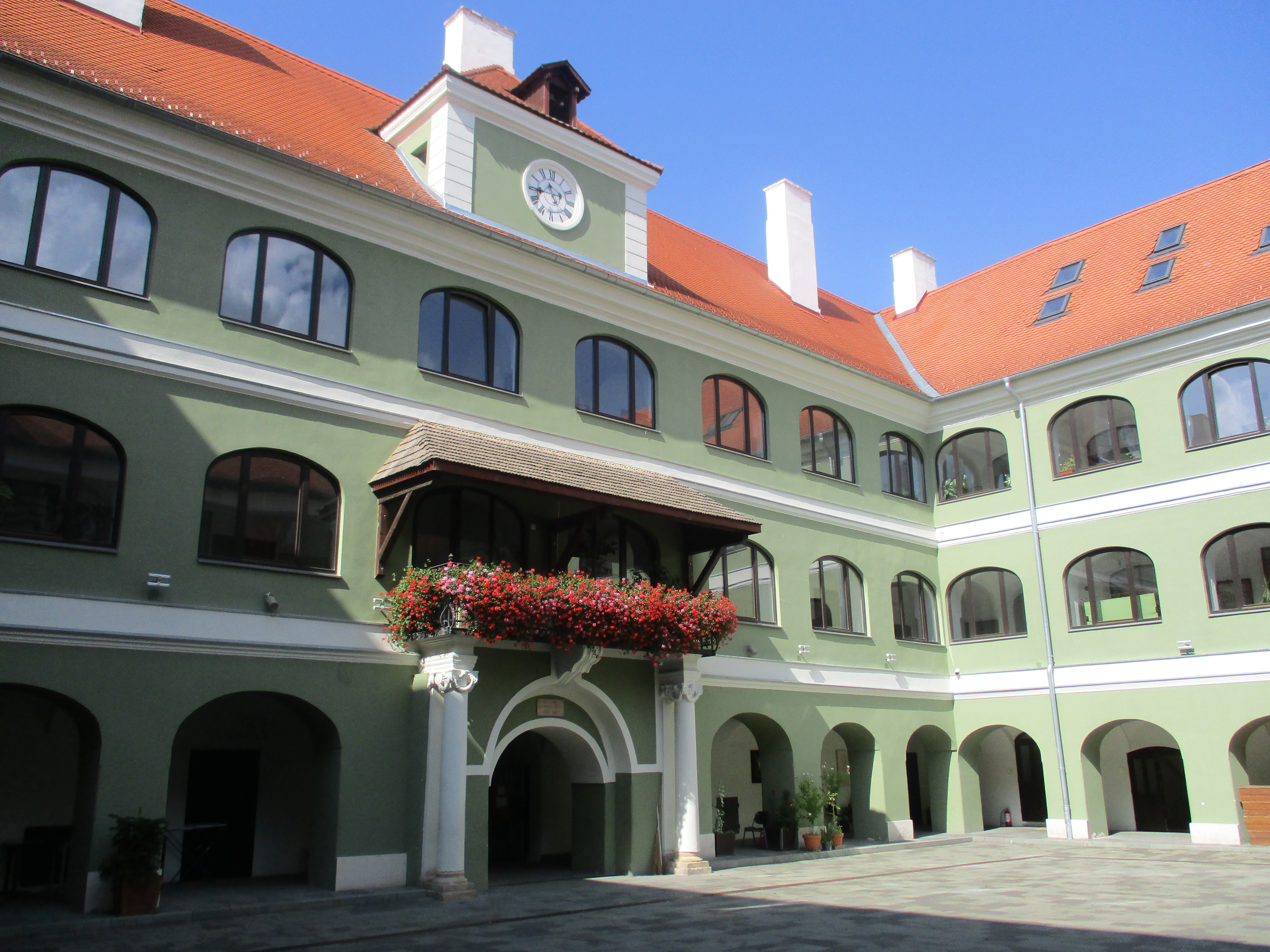
Református kollégium, Kolozsvár
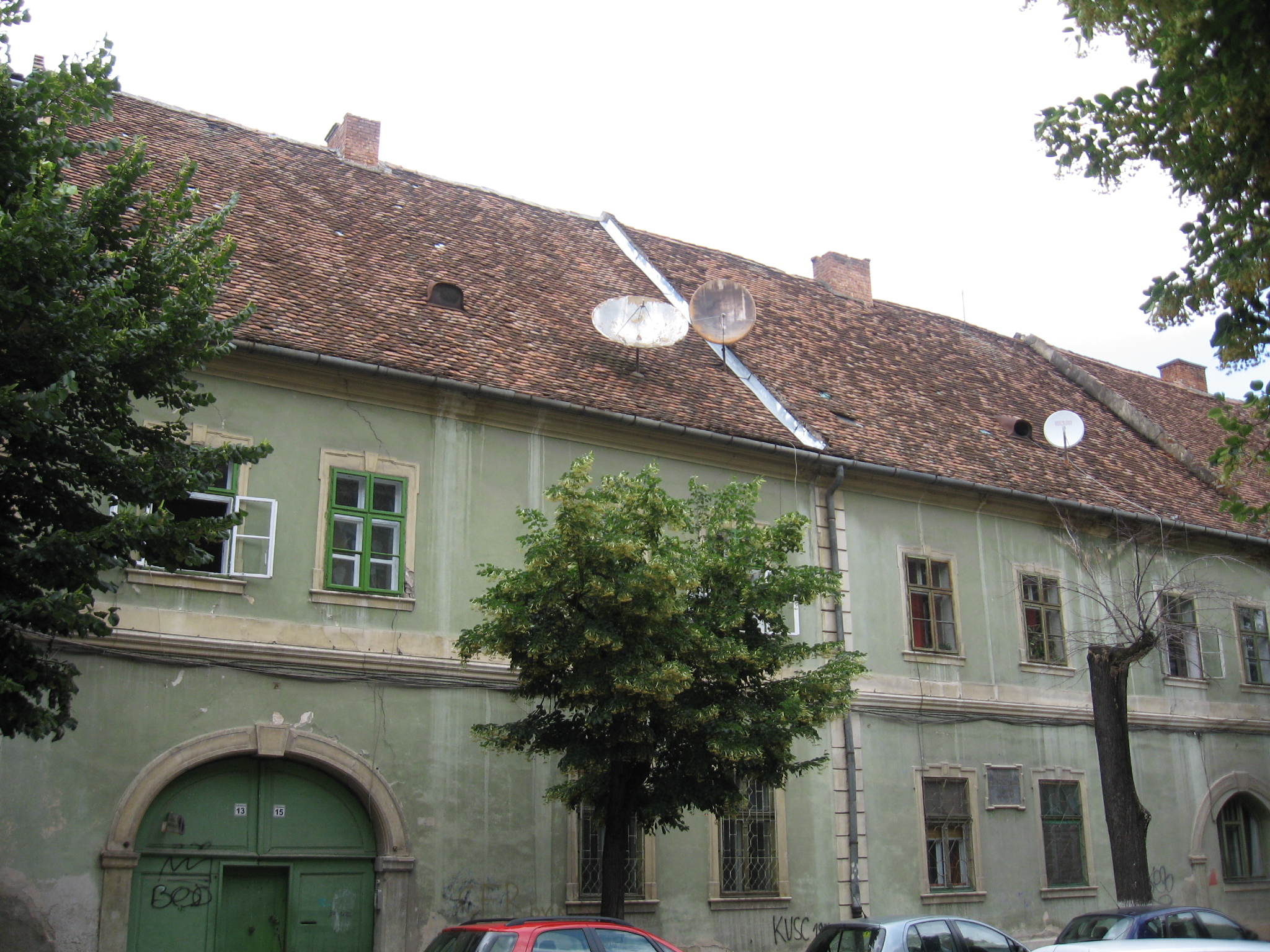
Református tanári lakások, Kolozsvár
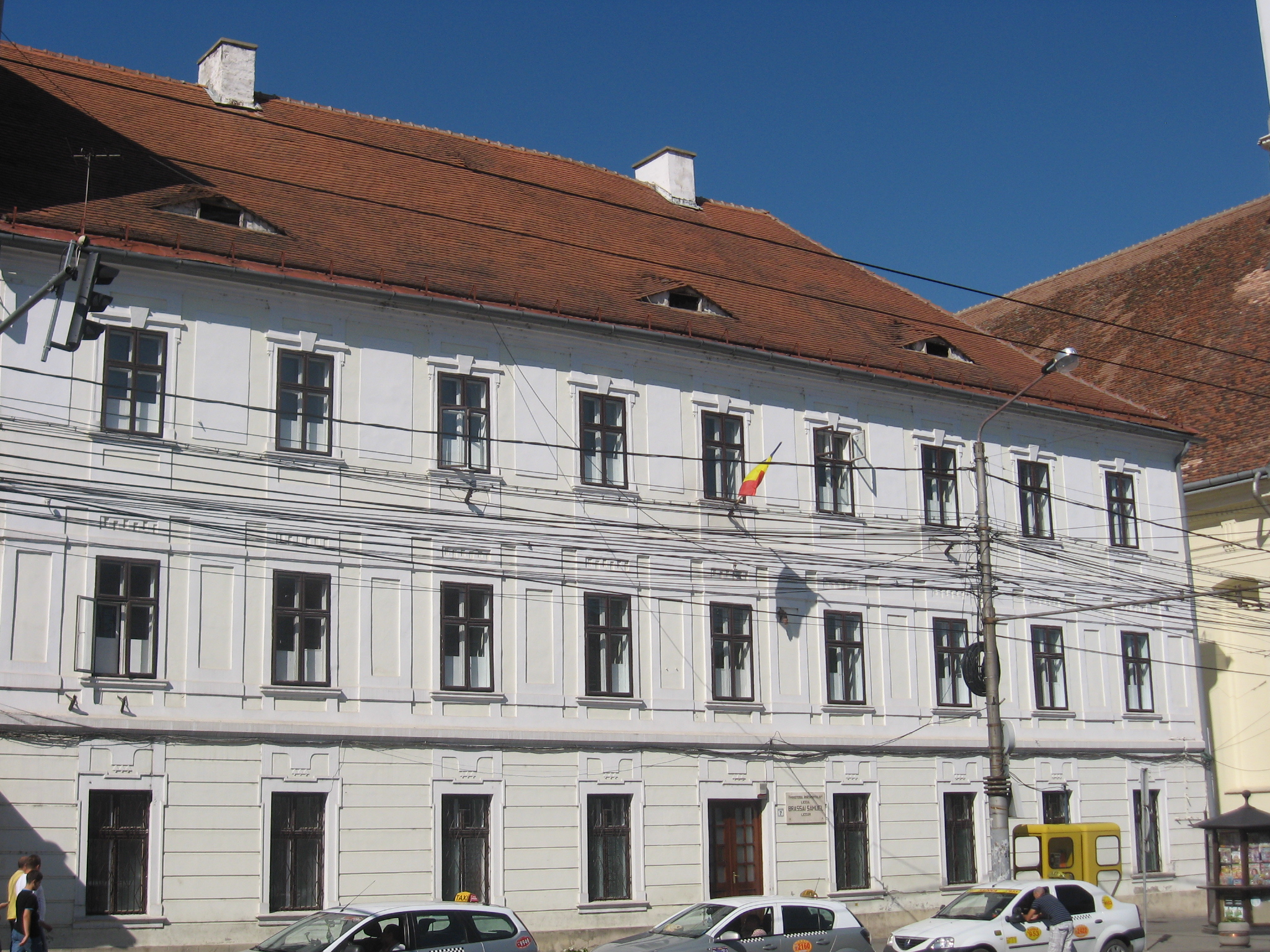
Régi unitárius kollégium, Kolozsvár
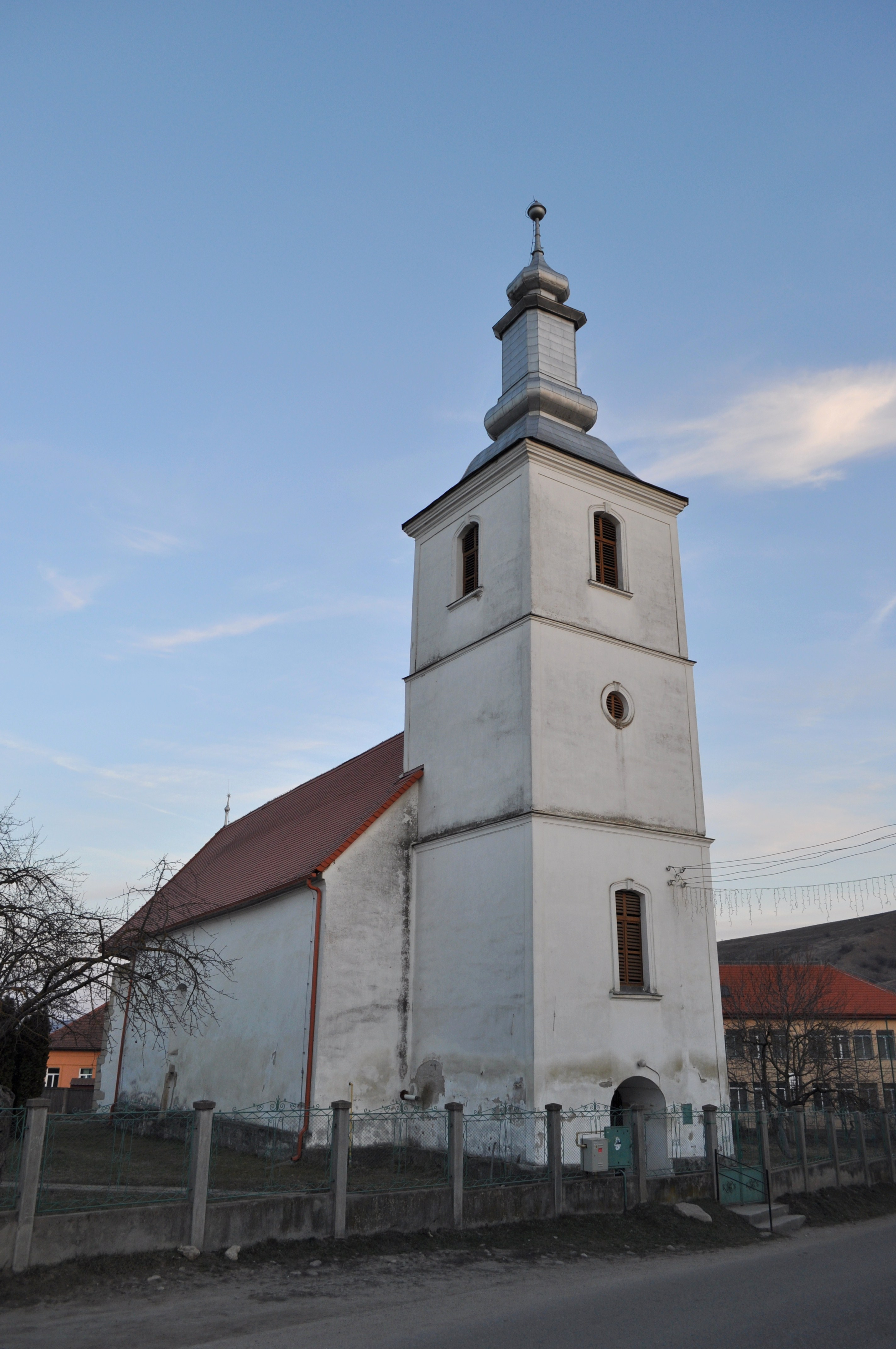
Református templom, Magyarlóna
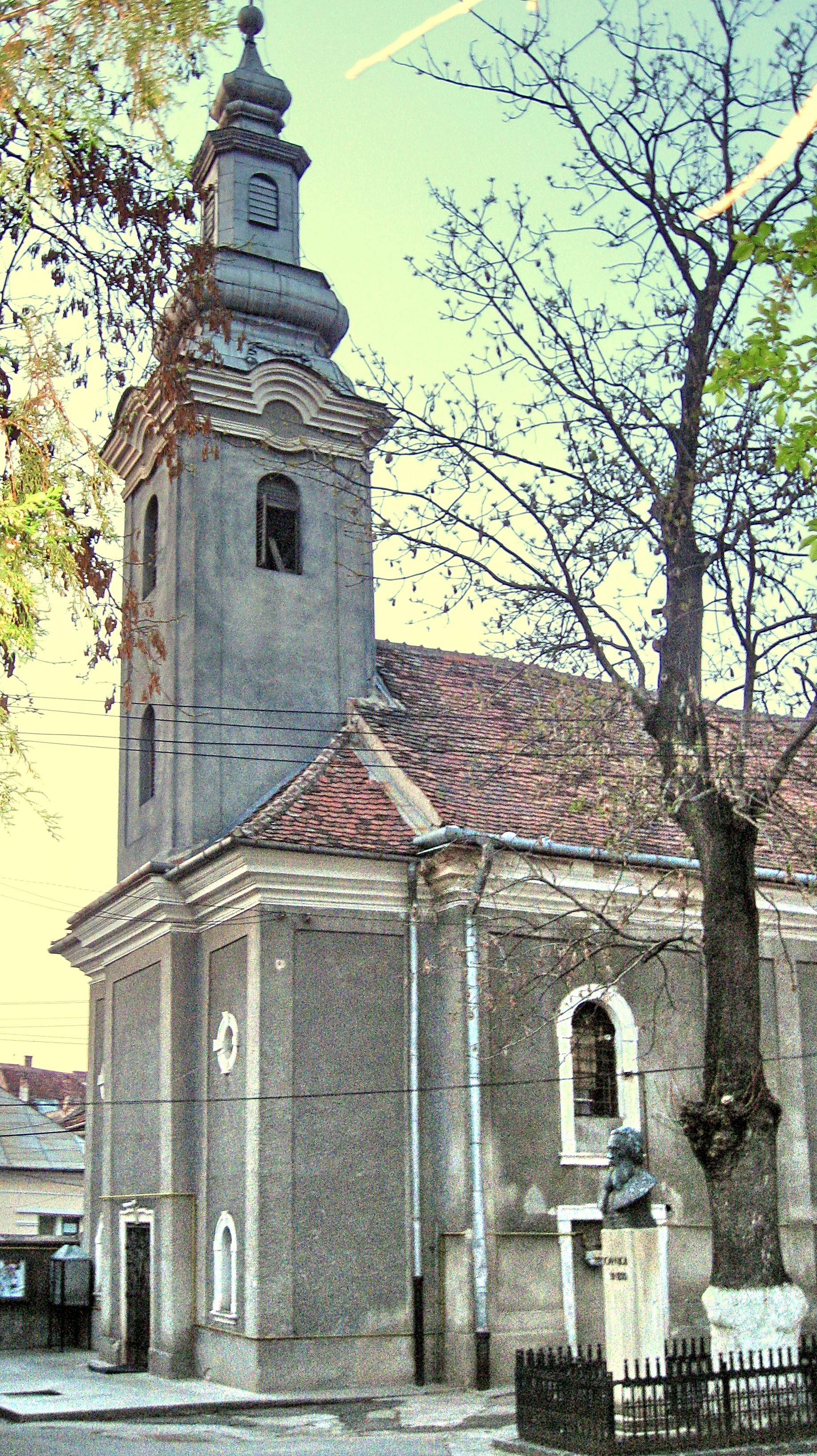
Kismester utcai görögkatolikus templom, Kolozsvár
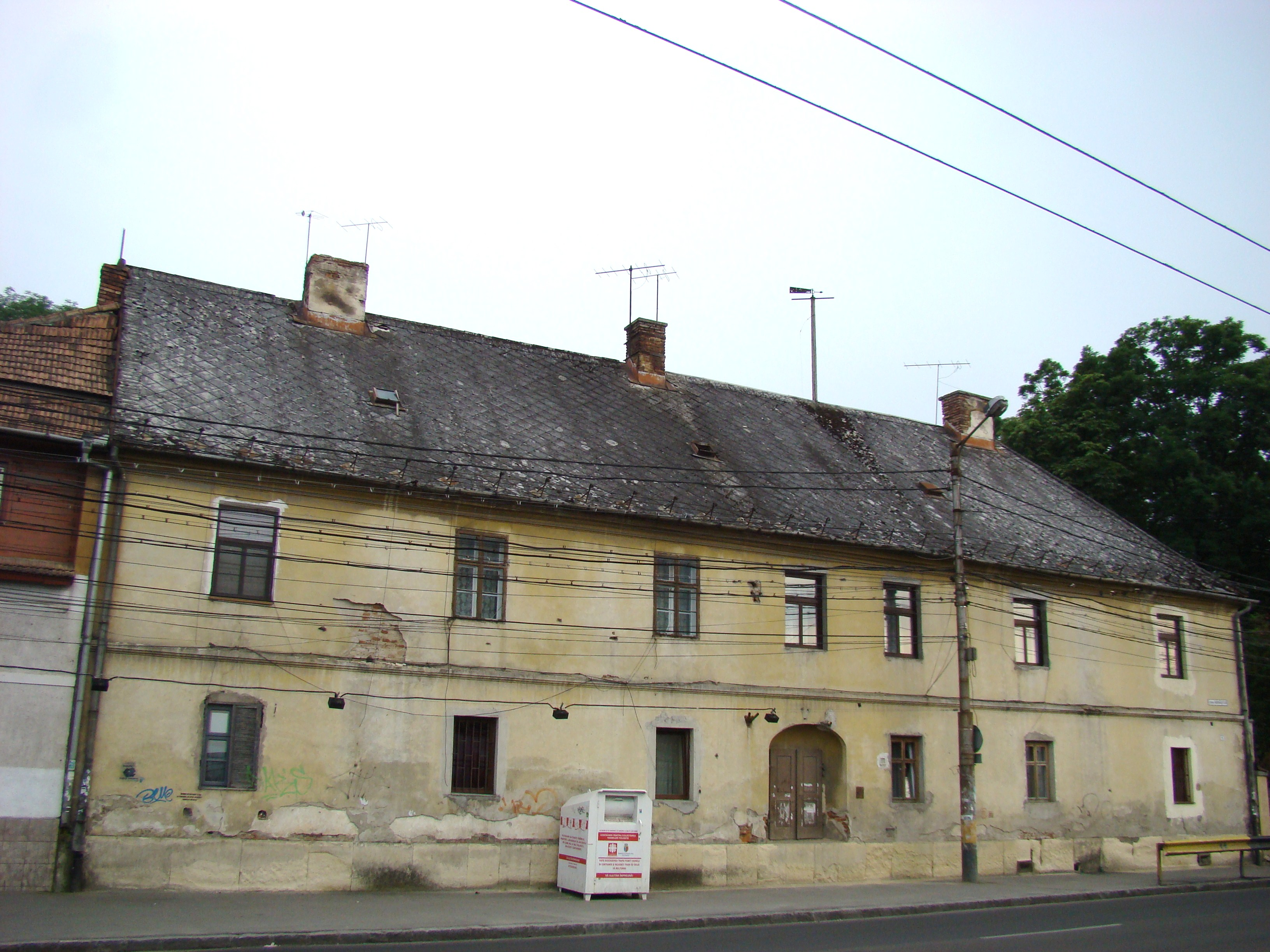
Monostori úti vámház, Kolozsvár